# Санта Луча (Изернија)
Санта Луча је насеље у Италији у округу Изернија, региону Молизе.
Према процени из 2011. у насељу је живело 16 становника. Насеље се налази на надморској висини од 574 м.